# Physocyclus pedregosus
Physocyclus pedregosus is een spinnensoort uit de familie trilspinnen (Pholcidae). De soort komt voor in Mexico. 